# Paulo Freitas da Silva
Paulo Freitas da Silva (* 1939 in Ossu, Portugiesisch-Timor; † 2007) war ein osttimoresischer Politiker.

## Leben
Paulo Freitas da Silva wurde im südöstlichen Distrikt Viqueque geboren und erhielt den Namen seines Vaters. Dieser kämpfte auf Seiten der Australier im Zweiten Weltkrieg in der Schlacht um Timor gegen die Japaner. Mit seinem Boot fuhr er mehrmals nach Australien und zurück, um australische Soldaten für Aufklärungsmissionen zu transportieren. Bei einer solchen Fahrt wurde Paulo senior von den Japanern gefangen genommen und geköpft.
Paulo Freitas da Silva war der erste Präsident der Partido Trabalhista (PT), die er 1974 mit anderen zusammen gründete. Die Partei blieb aber relativ klein und unbedeutend. Bei der Gründung bestand sie nur aus zehn Mitgliedern. Freitas da Silva hatte damals Verbindungen nach Indonesien. Nach der Besetzung Osttimors durch Indonesien wurde er für fünf Jahre Parlamentsmitglied für die Partai Demokrasi Indonesia (PDI). Freitas da Silva war außerdem Vorsitzender des osttimoresischen Ablegers der offiziellen Indonesischen Handelsgewerkschaft, der SBSI. Erst im Laufe der Zeit wandte er sich aufgrund der Brutalität der Besatzer von Indonesien ab. 1986 war die PT Gründungsmitglied des Nationale Timoresische Konvergenz (Convergencia Nacional Timorense CNT), dem ersten Dachverband des timoresischen Widerstands und war auch Mitglied der Nachfolgeorganisationen Conselho Nacional de Resistência Maubere (CNRM) und Conselho Nacional de Resistência Timorense (CNRT). 1999 übernahmen die Vereinten Nationen die Verwaltung Osttimors. Die PT kritisierte schon damals den angeblich diktatorischen Regierungsstil des CNRT. Bei den Parlamentswahlen am 30. August 2001 erhielt die Partei nur 0,56 % der Stimmen und damit keinen der 88 Sitze im Parlament von Osttimor.
2007 übernahm Paulos Tochter Angela Freitas den Vorsitz der PT.